# 46 perc (Így jártam anyátokkal)
A 46 perc az Így jártam anyátokkal című televízió-sorozat hetedik évadának tizennegyedik epizódja. Eredetileg 2012. január 16-án vetítették, míg Magyarországon 2012. november 5-én.
Ebben az epizódban Lily és Marshall hivatalosan is a kertvárosba költöznek, ahol rájönnek, hogy Lily apjának esze ágában sincs kiköltözni. Eközben a többiek igyekeznek valahogy pótolni a hiányukat.

## Cselekmény
Marshall és Lily hivatalosan is kiköltöznek a kertvárosba, éppen 46 percnyi vonatútra a többiektől. Meglepve tapasztalják, hogy Mickey nem akar kiköltözni. Eleinte próbálnak udvariasak és megértőek lenni, de két hét után Marshallnál elszakad a cérna, és követeli Mickeytől, hogy menjen el. De miután elmegy a házban az áram, a sértett Mickey alantas játékot játszik Marshallal: a saját helyismeretét kihasználva csapdákat és trükköket készít, hogy ne tudjon lejutni a vaksötétben a pincébe a biztosítékhoz. Lily lesz az, aki megmenti a helyzetet, és megbeszélve apjával a dolgot rábírja, hogy segítsen a sötétben navigálni a kapcsolódobozig.
Mindeközben Tednek hiányzik Marshall és Lily, és Barney úgy véli, itt az ideje, hogy ő legyen az új bandavezér. Ők, Robin és Kevin elmennek a sztriptízbárba, ahol megpróbálják rávenni Sztriptíztáncos Lilyt és a barátját, Arvidaszt, hogy legyenek a banda tagjai, mint az "új Marshall" és az "extraLily". Az este egyre inkább kezd elfajulni, ugyanis Kevin és Robin hajlamosak mindentől lelkesedni, amivel egyébként nem értenének egyet, Ted pedig egyre részegebb és hülyébb lesz. Egy menet póker után Sztriptíztáncos Lily és Arvidasz azt mondják, menjenek egy vágóhídra tovább játszani, A bizarr ötlettől mindenki fél, kivéve a részeg Tedet, aki megindul. Miután a többiek is követik őket, és lehúzzák őket 200 dollárral, elhatározzák, hogy felhagynak a barátvadászattal, és csak Marshall és Lily kell nekik.
A kertvárosba érkezve Ted bevallja, hogy hiányoztak nekik, és együtt reggeliznek. Lily megengedi, hogy maradjon még egy kicsit az apja, amire Mickey azt válaszolja, hogy legfeljebb két hét (Jövőbeli Ted szerint nem két hétig maradt). Jövőbeli Ted összegezve a dolgokat azt mondja, hogy noha idővel mindannyian otthagyták a MacLaren's bár bokszát, az mindig ott lesz, ahol ők együtt összegyűlnek.
A záró jelenetben Mickey kukkolja özvegy Rodrigueznét a szomszédból torna közben, aki épp szívrohamot kap.

## Kontinuitás
- Sztriptíztáncos Lily először a "Duplarandi" című részben jelent meg.
- Mickey társasjáték-mániája ismét megjelenik.
- A banda széthullásáról először a "Robotok a pankrátorok ellen" című epizódban esett szó.
- A kép, amit Mickey levert, szerepelt a "Közbelépés" című epizódban.
- Robin és Kevin telepatikusan beszélgetnek.

## Érdekességek
- Ez az egyik olyan epizód, aminek a főcímét lecserélték: Barney énekli a dalt, az általa választott képek vannak alatta, és a sorozat címe is "How I Met Your Barney" lett. Van egy második főcím is kicsit később, ez cirill betűkre hasonlító karakterekkel írja le a sorozatot, oroszos hangzásúra hangolt főcímdallal.
- A "Mosolyt!" című rész alapján Barneyról sosem készül rossz fotó, a főcímben mégis van egy pár ilyen.
- Mickey azt mondja, hogy a pingpongasztalon Barbara Eden 900 dominóból kirakott arcképe van. Viszont amikor Marshall feltápászkodik, semmiféle kép nincs ott.
- Ez a sorozat 150. epizódja.

## Vendégszereplők
- Chris Elliott – Mickey Aldrin
- Kal Penn – Kevin
- Dimitri Diatchenko – Arvidasz

## Zene
- Jack Dolgen – Daytime